# La Gramalla
La Gramalla fue un semanario de carácter científico y artístico editado en Barcelona durante el año 1870. Esta publicación fue el órgano de Jove Catalunya, la primera sociedad que se puede considerar abiertamente catalanista. Su corta vida se compuso de 18 números, de mayo a septiembre.

## Historia

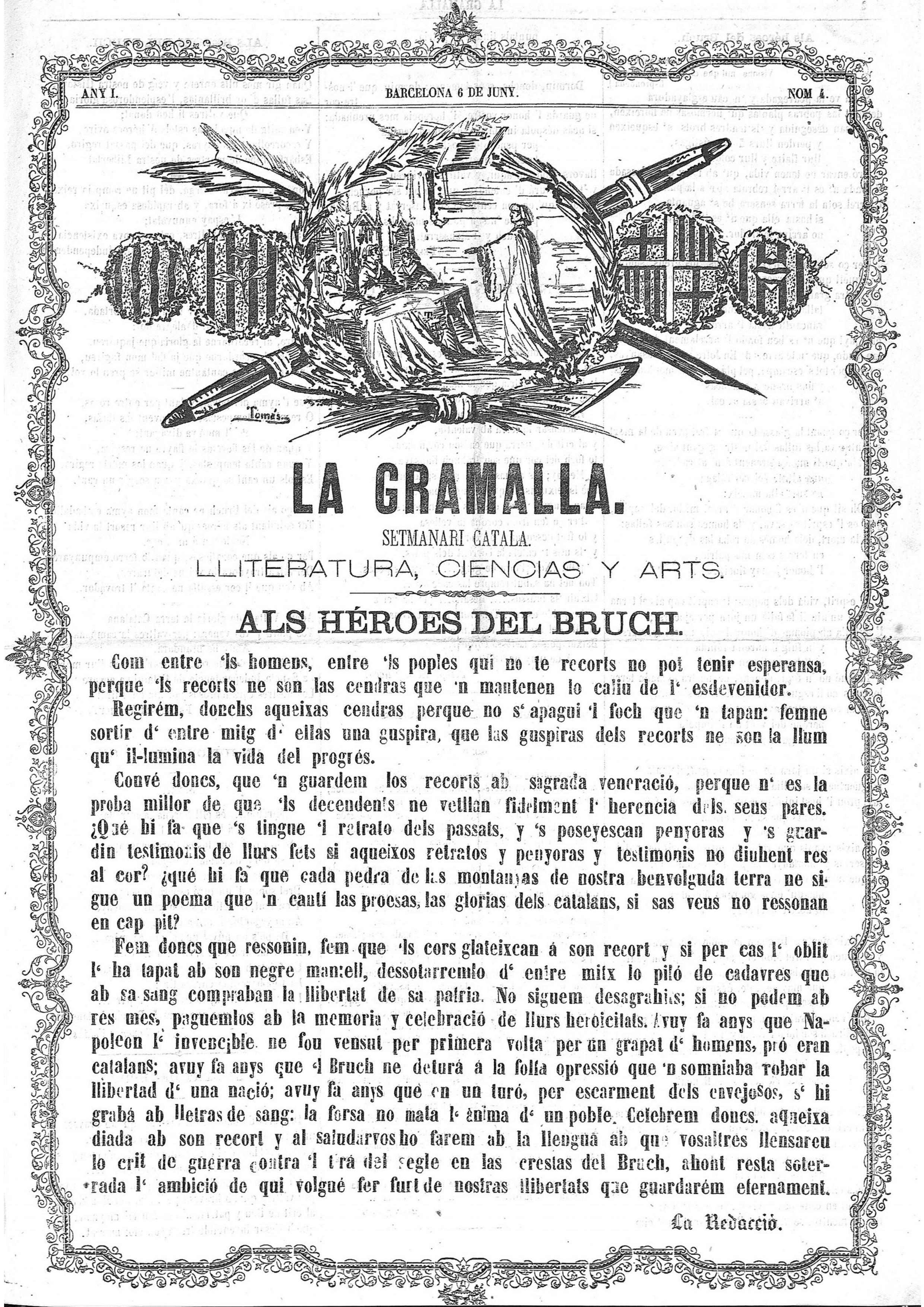
Portada del número 4, del 6 de junio de 1870.

La revista fue la continuación de la desaparecida Lo Gay Saber, de 1869. La Gramalla quiso llenar el vacío que había de publicaciones en lengua catalana y pretendía aumentar el conocimiento de la misma en Cataluña. También tenía cierta intencionalidad política, transformando el catalanismo literario en un movimiento político en la defensa del hecho diferencial catalán. Además La Gramalla quería reivindicar el pasado medieval de Cataluña y se mostraría heredera del movimiento romántico, como el movimiento reinaxentista, amparándose incluso en los Juegos Florales. Algunos de los escritores y redactores de la revista son: Felip de Saleta, Ángel Guimerá, Pere Aldavert o Dolors Monserdà.
A pesar de que La Gramalla estuvo activa durante poco tiempo, dos fueran los directores que tuvo el semanario. Hasta el número 5 estuvo dirigida por Francesch Pelay Briz, escritor romántico además de fundador y director de Calendari Català (1865-1882) y de la revista quincenal Lo Gay Saber (1868-1869 y 1878-1882). Entre el número 6 y el 18 (el último) el director fue el poeta Francesch Matheu, otro de los fundadores de Jove Catalunya.
Según Historia de la Prensa Catalana de Joan Torrent y Rafael Tasis, la fiebre amarilla que sufrió Barcelona de septiembre hasta noviembre del mismo año hizo que los redactores se dispersaran, hecho que hizo difícil la publicación de la revista. El fin de La Gramalla no impidió que años más tarde redactores de la misma como Pere Aldavert, Francesch Matheu o Ángel Guimerá emprendieran la edición en 1881 de un nuevo proyecto conocido como La Renaixensa.

## Estilo
La Gramalla era un semanario de tipo popular con cuatro páginas a tres columnas. En la cabecera de la revista figuraba el título, bajo el cual podía leerse: «Setmanari català. Dos quartos lo nombre. Lliteratura, Ciencias y Arts. Sortirà tots los dissaptes» (Semanario catalán. Dos cuartos el número. Literatura, Ciencias y Artes. Saldrá todos los sábados). A partir del número cuatro la cabecera fue litografiada. Figuraba un grabado con dibujo central representando el episodio donde el consejero Joan Fiveller se presenta ante el rey Fernando I. En ambos lados del grabado los escudos de las cuatro provincias catalanas. Sobre ellos, un dibujo superior con una pluma de pato y un escanyavelles dibujante. La figura fue firmada por Tomàs, introductor del fotograbado en Barcelona, a pesar de que se hará llamar Thomas al fundar su taller. La Gramalla fue imprimida en casa de Lluís Fiol, en la calle de Sant Simplici del Regomir (actual calle Regomir), en el barrio Gótico de Barcelona.